# Mario Schmidt
Mario Schmidt (* 1960 in Freiburg im Breisgau) ist ein deutscher Physiker und Umweltwissenschaftler. Er ist seit 1999 Professor für ökologische Unternehmensführung an der Hochschule Pforzheim und leitet das Institut für Industrial Ecology (INEC).

## Werdegang
Schmidt studierte Physik und Astronomie an der Albert-Ludwigs-Universität Freiburg und an der Ruprecht-Karls-Universität Heidelberg. Seinen Zivildienst leistete er beim Bund für Umwelt und Naturschutz Deutschland ab. Bereits zu seiner Schulzeit engagierte er sich in den badisch-elsässischen Bürgerinitiativen bei den Protesten gegen das Kernkraftwerk Wyhl. Er leitete in Freiburg die Schülergruppe Umweltschutz, später an der Universität Heidelberg das Tutorium Umweltschutz, aus dem dann auf seine Initiative hin die Ringvorlesung Umweltschutz (1985–1995) und die Interdisziplinären Ergänzungsstudien Umweltwissenschaften (1995–2005) hervorgingen. Er war in den 1980er Jahren am Aufbau des Instituts für Energie- und Umweltforschung Heidelberg (IFEU) beteiligt. Zwischendurch war er von 1989 bis 1990 Referatsleiter bei der Umweltbehörde der Freien und Hansestadt Hamburg. Seit 2012 ist er Mitglied im Beirat der baden-württembergischen Landesregierung für Nachhaltige Entwicklung. Von 2015 bis 2020 war er zusätzlich Honorarprofessor an der Fakultät für Nachhaltigkeit der Leuphana Universität Lüneburg. Seit 15 Jahren arbeitet er in verschiedenen Richtlinien- und Normierungsgremien des DIN und ISO sowie des Vereins Deutscher Ingenieure (VDI) mit und ist seit 2021 Mitglied in der Ressourcenkommission des Umweltbundesamtes. Seit 2022 ist er stellvertretender Vorsitzender der Jury Umweltzeichen („Blauer Engel“), eines der ältesten und renommiertesten Umweltproduktlabels weltweit.

## Arbeitsfelder
Frühe Arbeitsschwerpunkte von Schmidt waren Abfallvermeidung (1985–1986), Radioökologie (1986–1990), Verkehrsemissionen und Verkehrsvermeidung (1990–1995). 1991/92 leitete er auf Initiative der damaligen Heidelberger Oberbürgermeisterin Beate Weber das erste größere kommunale Klimaschutzkonzept in Deutschland. Weitere Konzepte folgten, z. B. für Wuppertal oder die Expo in Hannover. Seit den frühen 1990er Jahren war und ist er an der Durchführung erster Ökobilanzen und der Methodenentwicklung im Bereich des Energie- und Stoffstrommanagements beteiligt. Aktuell befasst er sich mit betrieblicher Ressourceneffizienz, Rohstoff-Themen und dem Carbon Footprint von Produkten und Unternehmen.

## Publikationen (Auswahl)
- Gesundheitsschäden durch Luftverschmutzung. Wunderhorn-Verlag, Heidelberg 1987, ISBN 3-88423-048-4.
- Leben in der Risikogesellschaft. Der Umgang mit modernen Zivilisationsrisiken. Mit Beiträgen von Günter Altner, Ulrich Beck, Robert Jungk u. a. Verlag C. F. Müller, Karlsruhe 1989, ISBN 3-7880-9772-8.
- Stoffstromanalysen in Ökobilanzen und Öko-Audits. Springer-Verlag, Heidelberg 1995, ISBN 3-540-59336-5.
- Ökobilanzierung mit Computerunterstützung. Springer-Verlag, Heidelberg 1997, ISBN 3-540-61177-0.
- 20 Jahre ifeu-Institut. Vieweg-Verlag, Braunschweig/Wiesbaden 1998, ISBN 3-528-06980-5.
- Umweltschutz und strategisches Handeln. Gabler-Verlag, Wiesbaden 2003, ISBN 3-409-12503-5.
- 100 Betriebe für Ressourceneffizienz. Springer-Verlag, Heidelberg 2017, ISBN 978-3-662-53366-6.
- Consideration of Abiotic Natural Resources in Life Cycle Assessments. MDPI, Basel 2019, ISBN 978-3-03897-545-8.
- 100 Pioneers in Efficient Resource Management. Springer-Verlag, Heidelberg 2019, ISBN 978-3-662-56744-9.
- Ressourceneffizienz und Nachhaltigkeit. Sechs Planspiele für die betriebliche Weiterbildung. Springer-Verlag, Heidelberg 2022, ISBN 978-3-662-64070-8.